# مابل كوك كول
مابل كوك كول (بالإنجليزية: Mabel Cook Cole)‏ هي عالمة الإنسان أمريكية، ولدت في 18 أبريل 1880 في بلانو في الولايات المتحدة، وتوفيت في نوفمبر 1977 في بومونا في الولايات المتحدة.